# Pollutri
Pollutri ist eine italienische Gemeinde (comune) mit 2068 Einwohnern (Stand 31. Dezember 2023) in der Provinz Chieti in den Abruzzen. Die Gemeinde liegt etwa 50 Kilometer südöstlich von Chieti.

## Geschichte
Die Ursprünge der Gemeinde reichen in das 6. nachchristliche Jahrhundert zurück. Erwähnt wird die Gemeinde allerdings erst im 15. Jahrhundert.

## Weinbau
In der Gemeinde werden Reben der Sorte Montepulciano für den DOC-Wein Montepulciano d’Abruzzo angebaut.

## Verkehr
Der Bahnhof Pollutris und der Nachbargemeinde Casalbordino liegt an der Ferrovia Adriatica von Ancona nach Lecce.

## Söhne und Töchter
- Domenico Angelo Scotti (* 1942), katholischer Geistlicher, emeritierter Bischof von Trivento